# Кроуфорд, Андре
Андре Кроуфорд (англ. Andre Crawford; 20 марта 1962, Чикаго, штат Иллинойс - 18 марта 2017, тюрьма «Menard Correctional Center», штат Иллинойс) — американский серийный убийца, насильник и некрофил, совершивший в период с 1993 года по  1999 год серию из 11 убийств девушек и женщин в городе Чикаго. Все убитые женщины были замечены в занятии проституцией. После совершения убийств Кроуфорд совершал в отношении каждой из своих жертв акт некрофилии. В декабре 2009 года Андре Кроуфорд был признан виновным по всем пунктам обвинения и был приговорён к пожизненному лишению свободы без права на условно-досрочное освобождение.
Все свои преступления Кроуфорд совершил в районе города под названием «Энглвуд», где в то время действовал как минимум ещё один серийный убийца Хьюберт Джеральдс, который признался в совершении 6 убийств, одно из которых в действительности совершил Кроуфорд.

## Биография
О ранней жизни Андре Кроуфорда существует противоречивая информация. Известно, что Андрэ родился 20 марта 1962 года на территории города Чикаго. Имел сестру. Отец Андре вскоре после его рождения бросил семью. Мать Кроуфорда вела маргинальный образ жизни, благодаря чему в конце 1960-х  была привлечена к уголовной ответственности за ненадлежащее исполнение родительских обязанностей, а Кроуфорд и его сестра были определены в приёмную семью с ещё четырьмя другими детьми. Согласно свидетельствам самого Андре, детство и юность он провёл в социально-неблагополучной среде, в частности подвергался физическим нападкам со стороны приёмных родителей и сексуальному насилию со стороны других членов приёмной семьи. Также он утверждал, что будучи подростком, сбежал из дома и разыскал родственников своей биологической матери, которые впоследствии также подвергали его сексуальному насилию и заставляли заниматься гомопроституцией, однако он не смог ничем подтвердить эти свидетельства, а его сестра, приёмные родители и другие родственники опровергли эти сведения. Приёмный отец Кроуфорда характеризовал его положительно, заявив, что Андре в детстве хорошо учился в школе и посещал церковь, однако в середине 1970-х Кроуфорд стал увлекаться наркотическими веществами, вследствие чего, находясь в возрасте 17 лет, бросил школу и приобрёл наркотическую зависимость, что было подтверждено самим Андре.
В начале 1980-х Кроуфорд завербовался в армию США. Он был зачислен в военно-морской флот, однако в течение дальнейшей военной службы продолжал употреблять наркотики, вследствие чего из-за ненадлежащего исполнения своих обязанностей постоянно подвергался дисциплинарным взысканиям и впоследствии был вынужден уволиться из армии с нелестными характеристиками, после того как ему было предъявлено обвинение в хранении и распространении наркотических средств. После увольнения Кроуфорд вернулся в Чикаго, где в течение последующих лет вёл маргинальный образ жизни, увлекался наркотическими веществами и алкогольными напитками. В этот период он сменил несколько профессий, занимаясь низкоквалифицированным трудом и имел проблемы с жильём, благодаря чему вынужден был проживать в заброшенных домах, приютах для бездомных и у знакомых. Свободное от работы время Андре Кроуфорд предпочитал проводить в «кварталах красных фонарей», в обществе проституток и сутенёров. Несмотря на то, что большинство из его друзей и знакомых того периода отзывались о нём положительно, в период с марта 1993 года по ноябрь 1999 года Кроуфорд несколько раз подвергался арестам и уголовной ответственности по таким обвинениям, как совершение кражи и хранение наркотических средств. В 1999 году он был признан виновным, но получил условное осуждение с назначением испытательного срока, во время которого у него был взят образец крови. Также он был замечен в проявлении агрессии по отношению к женщинам. 3 мая 1995 года он был арестован по обвинению в совершении нападения на женщину и изнасиловании. Кроуфорд провёл более года в окружной тюрьме округа Кук в ожидании окончания расследования, но в конечном итоге все обвинения с него были сняты и он был отпущен на свободу вследствие того, что его жертва отказалась сотрудничать со следствием, так как её показания подвергались сомнению из-за её наркотической зависимости.

## Серия убийств
В качестве жертв Андре Кроуфорд выбирал девушек и женщин афроамериканского происхождения, занимающихся проституцией и страдающих наркотической зависимостью. Большинство из жертв Кроуфорда были его знакомыми, которых он заманивал в заброшенные дома или на пустыри с целью совместного употребления крэк-кокаина и занятием сексом за материальное вознаграждение. Все жертвы были либо задушены, либо скончались от последствий колото-резаных ран, нанесённых с помощью ножа. Трупы женщин Кроуфорд после совершения убийств оставлял на месте совершения преступлений, к которым впоследствии неоднократно возвращался с целью совершения акта некрофилии. Все преступления были совершены в районе Чикаго под названием «Энглвуд», населённым представителями маргинального слоя общества с высоким процентом совершений насильственных преступлений.
Серия убийств началась в сентябре 1993 года, после того как была убита 32-летняя Патрисия Данн. В начале декабря 1994 года Кроуфорд заманил 24-летнюю Ронду Кинг в одно из пустующих и заброшенных зданий, предложив крэк-кокаин в обмен на оказание сексуальных услуг. По словам Кроуфорда, оказавшись на месте, Ронда Кинг отказалась от секса и заявила о том, что сперва хочет принять дозу крэк-кокаина, после чего между ними возникла ссора, в ходе которой Андре убил её ударом ножа в спину и изнасиловал. После совершения убийства Кроуфорд покинул место преступления, но вернулся обратно через час, после чего совершил акт некрофилии с мёртвой женщиной. Скелетированные останки жертвы были обнаружены 21 декабря того же года. На теле Кинг не было обнаружено одежды, за исключением пальто и подушки на её лице. Из-за сильной степени разложения трупа причина смерти Кинг первоначально установлена не была.
В июле 1995 года Кроуфорд убил 27-летнюю Шакванту Лэнгли, которую он задушил и подверг некрофилии. В начале апреля 1995 года преступник предложил встретиться с целью занятия сексом 38-летней Энджел Шатин, которая была его знакомой на протяжении нескольких лет и занималась проституцией. Кроуфорд заманил девушку в заброшенный дом, предложив наркотические средства в обмен на секс. Он принудил девушку к оральному сексу, который она прервала, потребовав от Кроуфорда дозы наркотика, вследствие чего он совершил на неё нападение, в ходе которого задушил её с помощью рук и электрического провода. Он утверждал, что жертва оказала отчаянное сопротивление и потеряла сознание только лишь по прошествии 10 минут удушения. Совершив убийство, Андре Кроуфорд в течение нескольких последующих часов занимался сексом с её трупом, оставив на её одежде свои биологические следы.
Следующими жертвами серийного убийцы стали Томми Деннис, которая была убита в июне 1998 года и 31-летняя Соня Брэндон, которая была задушена в июле 1998 года. После убийства Брэндон Кроуфорд забрал пару её дорогих туфель, которые затем успешно продал.
В начале августа 1998 года преступник встретился с 31-летней Николь Таунсенд, которая также была его знакомой. Действуя по той же схеме, Кроуфорд предложил женщине наркотические средства в обмен на секс, после чего заманил её в заброшенный дом, где в процессе оказания сексуальных услуг Таунсенд так же, как и Энджел Шатин, прервала половой акт и потребовала от Андре крэк-кокаина, что вызвало недовольство и агрессию преступника, вследствие чего он также совершил на неё нападение, в ходе которого задушил ее. После совершения убийства Таунсенд Андре Кроуфорд совершил с трупом несколько актов некрофилии, в том числе в извращённой форме, оставив на её одежде свои биологические следы. Скелетированные останки жертвы были обнаружены через две недели после убийства в состоянии сильной степени разложения.
Через неделю после убийства Кроуфорд познакомился с 42-летней проституткой по имени Эвандре Харрис. Действуя по той же схеме, он предложил ей наркотические средства в обмен на оказание сексуальных услуг, однако, оказавшись в заброшенном доме, Харрис потребовала сперва оплату, что вызвало негодование Кроуфорда, который в ходе конфликта совершил нападение на жертву, в ходе которого она была избита и задушена с помощью телефонного провода. После убийства Кроуфорд дважды совершил акт некрофилии с трупом Харрис, после чего покинул место преступления. Через несколько часов, приняв дозу наркотика и будучи в состоянии наркотического опьянения, Кроуфорд снова вернулся на место преступления, где снова занялся сексом с трупом Эвандре Харрис, оставив в помещении свои биологические следы.
В первой неделе декабря 1998 года Кроуфорд предложил своей знакомой — 38-летней проститутке по имени Шерил Кросс встретиться с целью занятием сексом за материальное вознаграждение. Получив согласие, он заманил её в заброшенный дом, где обвинил её в краже 13 долларов, которая произошла во время одного из предыдущих свиданий. В ходе конфликта девушка попыталась уйти, но Кроуфорд, как и в предыдущих случаях, совершил на неё нападение, в ходе которого нанёс ей удар ножом в спину и обрезком стальной трубы по голове, после чего задушил. После убийства, действуя по выработанной схеме, Кроуфорд изнасиловал труп убитой. Впоследствии в течение последующих дней он ещё несколько раз возвращался на место убийства с целью занятием сексом с трупом Шерил Кросс.
В середине апреля 1999 года он совершил убийство 44-летней проститутки по имени Шерил Джонсон, которую он задушил и чей труп он также подверг многократному изнасилованию. Последней жертвой серийного убийцы стала 41-летняя Констанция Бэйли.

## Разоблачение
Андре Кроуфорд был арестован 28 января 2000 года на основании результатов ДНК-анализа, с помощью которого была установлена его причастность к совершению 7 убийств. После ареста, во время первых допросов Кроуфорд признал свою вину и поведал следователям о том, что несёт ответственность за совершение ещё трёх убийств и совершение ряда нападений на женщин, которые остались живы. Вскоре после его ареста Андре Кроуфорд был идентифицирован в качестве преступника одной из женщин, переживших нападение и сумевших сбежать от него. Он не выражал раскаяния и заявил, что не прекратил бы убивать, отметив, что совершение убийств стало для него неким видом зависимости.
После ареста выяснилось, что Кроуфорд во время расследования участвовал в полицейской операции по поимке преступника, в мероприятиях по наблюдению за окрестностями и помогал полиции раздавать листовки с фотороботом подозреваемых и информационные листовки о том, какие меры предосторожности следует соблюдать, чтобы не стать жертвой насильственных преступлений.
В конечном итоге Кроуфорду было предъявлено обвинение по 11 пунктам обвинения в совершении убийств и преступлений сексуального характера при отягчающих обстоятельствах и по одному пункту обвинения в покушении на убийство.
После признательных показаний в совершении убийства Ронды Кинг прокуратура округа Кук заявила о том, что будет добиваться отмены приговора другому серийному убийце Хьюберту Джеральдсу, который в 1997 году был признан виновным в совершении 6 убийств женщин на территории района Энглвуд и осуждён. Одной из его жертв была признана Кинг. Во время расследования Джеральдс, у которого была диагностирована умственная отсталость признался в совершении убийства Ронды Кинг, несмотря на то, что его показания подвергались сомнению. Впоследствии обвинение в совершении убийства Кинг было с него снято и предъвлено Кроуфорду, но Хьюберт Джеральдс был снова осуждён, так как результаты ДНК-экспертизы установили его вину в совершении других убийств.

## Суд
В связи с различными обстоятельствами, выявлением многочисленных судебных ошибок в деле осуждения приговорённых к смертной казни, введения моратория на исполнение смертных приговоров, многочисленными судебными ходатайствами как со стороны защиты, так и со стороны обвинения, судебный процесс над Андре Кроуфордом открылся только в середине ноября 2009 года. Кроуфорд провёл с момента ареста в ожидании суда 9 лет и 10 месяцев  в тюрьме округа Кук, больше, чем любой другой заключённый в истории штата Иллинойс.
10 декабря 2009 года, вердиктом жюри присяжных заседателей он был признан виновным по всем пунктам обвинения, на основании чего 18 декабря того же года получил в качестве наказания пожизненное лишение свободы без права на условно-досрочное освобождение. Во время оглашения приговора Кроуфорд не проявил никаких эмоций и не выразил раскаяния в содеянном.

## Смерть
После осуждения, все последующие годы жизни Кроуфорд провел в тюрьме «Menard Correctional Center», расположенной в юго-восточной части штата Иллинойс. В начале 2010-х у Андре Кроуфорда были выявлены проблемы со здоровьем. У него была диагностирована злокачественная опухоль печени, от осложнений которой он умер в тюремном госпитале 18 марта 2017 года за два дня до своего 55-го дня рождения. Однако факт смерти Кроуфорда  был подтвержден только через несколько лет - в апреле 2021 года